# George Wald
George Wald (Nova York, EUA 1906 - Cambridge 1997) fou un bioquímic estatunidenc guardonat amb el Premi Nobel de Medicina o Fisiologia l'any 1967.

## Biografia
Va néixer el 18 de novembre de 1906 a la ciutat de Nova York, en una família de religió jueva. Va estudiar ciències naturals a la Universitat de Nova York, on es graduà l'any 1927, i posteriorment es doctorà en zoologia a la Universitat de Colúmbia l'any 1932.
Després d'ampliar els seus coneixements a Berlín, Zúric i Chicago, l'any 1934 fou nomenat professor a la Universitat Harvard, on el 1948 es convertí en catedràtic de biologia. Morí el 12 d'abril de 1997 a la ciutat de Cambridge, situada a l'estat nord-americà de Massachusetts.

## Recerca científica
Durant la seva estada a Berlín entre el 1932 i 1933 treballà amb Otto Heinrich Warburg, amb el qual aconseguí determinar que la vitamina A és un dels principals ingredients dels pigments de la retina, necessaris per a la visió, i durant la seva estada a Zúric treballà amb Paul Karrer, el descobridor d'aquesta vitamina.
Durant la seva estada a Harvard continuà els seus estudis bioquímics sobre la percepció visual, estudis que li permeteren de descobrir els mecanismes de les cèl·lules fotoreceptores de la retina sota els efectes de la llum. Així mateix va aïllar quatre pigments visuals de forma sintètica, i demostrà els seus processos químics, que eren determinants per a l'enviament dels impulsos nerviosos al cervell.
L'any 1967 fou guardonat amb el Premi Nobel de Medicina o Fisiologia, premi compartit amb Ragnar Granit i Haldan Keffer Hartline, pels seus treballs en l'anàlisi neurofisiològica dels mecanismes de la visió.
Wald fou un ferm oponent a la Guerra del Vietnam així com a la cursa armamentista, especialment pel que fa a les armes nuclears.